# Kristendomens dogmatik
Dogmatiken (av grekiska dogmatiko's, "som innehåller lärosatser"), är en del av teologin, vetenskapen om dogmerna. Begreppet, som först från mitten av 1600-talet blev allmännare brukligt, betecknar den vetenskap, som närmast åsyftar att ge en systematiskt fullständig och metodiskt grundad framställning av den inom ett visst kristet kyrkosamfund härskande läroåskådningen i dess inre sammanhang. Tillsammans med etiken utgör dogmatiken den systematiska teologin.

## Den kristna troslärans historia
I den österländska kyrkan, där hellenismens vetenskapliga traditioner fortlevde, framträdde redan tidigt storslagna försök till en vetenskaplig bearbetning och grundläggning av kyrkoläran. Särskilt går Alexandria med sin kateketskola i spetsen. I fullföljande av sin lärare Clemens Alexandrinus strävanden gav där Origenes i sitt arbete "Peri archon" (lat. "De principiis", "om grundsanningarna") den första fullständiga, systematiska framställningen av kristendomens trosinnehåll, tänkt såsom motsats till, men i mycket besläktad med den heretiska gnosticismens system. Sin avslutande sammanfattning får den gamla österländska kyrkans spekulation i Johannes Damascenus stora verk "Pege gnoseos" (d.v.s. "kunskapens källa"; vanl. citerat "De fide orthodoxa"), och utöver den här fixerade teologiska ståndpunkten har den tidigt stagnerade grekiska kyrkan aldrig väsentligen fortskridit. 
Medan den österländska kyrkans åskådning alltigenom präglas av hellenismens intellektualism, riktar sig den västerländska kyrkans huvudintresse på de etiska och i allmänhet de praktiska frågorna. Den djupare uppfattning av syndens och nådens problem, som här från början framträder, riktar ock det teologiska arbetet på dessa frågor. Men i vetenskapligt hänseende står den västerländska kyrkan länge tillbaka för österlandet. Först i Augustinus, den religiöst djupaste och största personligheten i hela den gamla kyrkan, får den en också i teologiskt hänseende med grekerna jämbördig lärare. En totalframställning av sin åskådning har han dock givit endast i den mera summariska översiktens form (jämför till exempel "Enchiridion ad Laurentium" och "De doctrina christiana"). 

### Romersk-katolska kyrkan
Medeltidens dogmatiska arbete inskränkte sig i början till en sammanställning av kyrkofädernas uttalanden. Men i den mån det slitna bandet med den klassiska filosofin återknöts, växte ock den vetenskapliga kraften och tillförsikten. Och de system, i vilka medeltidens dogmatiska vetenskap, den s.k. skolastiken, på höjdpunkten av sin utveckling sammanfattade hela sin tids vetande, hör i lärdom, dialektiskt skarpsinne och fullständigt genomarbetande av ett ofantligt stoff i sitt slag till de mest storartade bildningar någon tid har att uppvisa. Dock är den systematiska enheten av mera yttre än inre art. Då skolastikens tänkande utgår från kyrkans lära såsom den förutsättning, som i alla sina detaljer måste fasthållas, får det prägeln av en, sitt objekt mera utifrån analyserande än innerligt genomarbetande, förståndsreflexion. Det gäller att särlägga kyrkoläran i alla dess enskilda moment, att genom subtila begreppsdistinktioner upplösa alla motsägelser däri samt att uppvisa dess överensstämmelse, resp. förenlighet, med det naturliga förnuftet, såsom vars representant den grekiska filosofin, särskilt Aristoteles, "Kristi förelöpare i de naturliga sanningarna", står såsom en med skriften nästan jämställd auktoritet. 
Någon verklig förening av dessa disparata element kommer ej till stånd, och skolastikens egen utveckling genom dess "tre perioder" (huvudrepresentanter för den första är Anselm av Canterbury, Abailard, Petrus Lombardus, för den andra Tomas av Aquino, Duns Scotus och för den tredje Wilhelm av Ockham) ter sig som ett fortskridande, slutligen i full skepsis utmynnande, uppgivande av tron på möjligheten att för förnuftet uppvisa uppenbarelsens sanning. Man drar sig alltmer tillbaka till kyrkans positiva, juridiskt uppfattade, auktoritet allena. 
Även den senare katolska dogmatiken ända in i våra dagar bär i sin huvudriktning i det väsentliga skolastikens drag. En mycket framstående representant har den under reformationstidevarvet i Bellarmin, från 1600-talet bör särskilt nämnas jesuiten Suárez, från senare tid till exempel Perrone, Gousset, Scheeben, Simar, Liebermann. Såsom representanter för friare riktningar må nämnas från 1700-talet Sailer med flera, från 1800-talet Hermes, Günther, Klee, Staudenmaier, Schell med flera. Genom Leo XIII:s bulla "Aeterni Patris" 1879 blev emellertid Tomas från Aquino betydelse såsom den romerska kyrkans "normalteolog" uttryckligen fastslagen.

### Reformationstiden
I reformationens uppvisande av den rättfärdiggörande tron såsom det kristna livets och därmed dess åskådnings enhetliga princip låg i grunden ett heltnytt dogmatiskt program inneslutet. Dock dröjde det länge, innan detta kom till konsekvent utförande. För Luther låg all systematik fjärran. Och även Melanchthon nöjer sig i sina Loci Communes (1521), den lutherska kyrkans första dogmatik, ursprungligen med att i klassisk enkelhet och klarhet formulera huvudtankarna i reformationens nya, praktiskt religiösa förståelse av kristendomen. De "höga artiklarna" om treenigheten och Kristi två naturer vill han här lämna åsido. I de senare upplagorna upptar han allt mera av det hävdvunna dogmatiska stoffet, dock alltjämt utan anspråk på systematisk slutenhet. Ett steg i denna riktning betecknar det senare 1500-talets mest betydande lutherske dogmatiker Chemnitz arbete "Loci theologici". Dock står även detta från denna synpunkt vida tillbaka för Calvins Institutio religionis christianae (1536), protestantismens första verkliga "system" i större stil. Det är den reformerta kyrkans på en gång företräde och svaghet, att den av själva sin ledande reformatoriska personlighet fått ej blott ett kapital av väckande tankar, utan dessa redan fixerade i lärosystemets form.

### 1600-talet och 1700-talet
Den i sådana arbeten i sina grunddrag utformade läroåskådningen utbildades inom båda kyrkorna av den under 1600-talet och början av 1700-talet  härskande teologin, den så kallade ortodoxin, till ett i de minsta detaljer noga genomfört system. Här kommer reformationens åskådning väl i detaljerna många gånger kraftigt till uttryck, men i sin vetenskapliga totalkaraktär och sina metoder ter sig ortodoxin snarast såsom ett återupplivande av den medeltida skolastiken, med vars främste representanter dess ledande teologer också i fråga om lärdom, flit och skarpsinne är fullt jämbördiga. 
Trots det starka betonandet av uppenbarelsen såsom dogmatikens enda källa ingår även här från början ett rationellt element, som på grund av hela uppfattningens intellektualistiska art får allt större utrymme: De senare ortodoxerna ställer redan vid sidan av läror, som blott av uppenbarelsen kan inhämtas (articuli puri), sådana, som åtminstone till en del kan också ur det naturliga förnuftet vinnas (articuli mixti). Redan inom ortodoxismen förberedes så dess skenbart radikala motsats: rationalismen. Huvudrepresentanter för den lutherska ortodoxismen: Hutter, Gerhard (hos vilken mycket av reformationstidens ursprunglighet och kraft fortlever), Calovius, Quenstedt, Baier. För Sverige har  Matthias Hafenreffer (1561-1619) genom sin här allmänt som lärobok använda "Loci theologici" en särskild betydelse. Den utgavs 2010 i en modern svensk översättning i parallelltext med det latinska originalet.
Som representanter för den reformerta ortodoxin - i allt väsentligt likartad med den lutherska, dock med starkare praktisk-moralistisk tendens, och därför lättare förenlig med de pietistiska strävandena - bör nämnas Wendelin, Heidegger och framför allt Voetius - övergången till rationalismen förberedes genom pietismen, mindre genom någon kritik av ortodoxismen än därigenom, att den drar bort intresset från allt, som ej direkt synes ha betydelse för det praktiska fromhetslivet. Istället för denna måttstock träder i den, många olika utvecklingstendenser i sig upptagande, så kallade upplysningsriktningen alltmer den praktiska nyttans.

### Upplysningstiden
Den teologiska rationalismen, i vilken upplysningstidens religiösa uppfattning får sitt vetenskapliga uttryck, ter sig väsentligen blott såsom en allt radikalare reduktion av ortodoxismens åskådning: såsom uppenbarad sanning erkänner den blott det, som tillika visar sig såsom en nödvändig förnuftssats eller åtminstone som ett likartat komplement till förnuftskunskapen, och i sin radikala form uppställer den det naturliga förnuftet såsom den enda källan för religiös kunskap. Teologin, som under ortodoxismens tid dominerat hela det andliga livet, blir här fullständigt beroende av de skiftande filosofiska systemen, först Wolffs och den s.k. populärfilosofins, sedan Kants. De djupare grundtankarna i dennes kritiska idealism göra sig inom teologin först senare gällande; närmast fullbordas blott i den under hans inflytande stående så kallade kritiska rationalismen den gamla vulgärrationalismens tendenser. Huvudrepresentanter för den tidigare rationalismen: S.J. Baumgarten, Semler, Töllner med flera, för den senare: Henke, Wegscheider med flera). 
I motsats till rationalismen betonar den så kallade supranaturalismen (Reinhard, Storr med flera) starkt uppenbarelsens auktoritet och nödvändighet. Men på grund av dess med motståndaren gemensamma intellektualistiska uppfattning av denna såsom en summa uppenbarade läror och dess iver att i allt uppvisa dessas "förnuftighet" blir gränsen flytande. Än omöjligare är det att fasthålla distinktionen mellan "supranaturell rationalism" (Bretschneider med flera), "rationell supranaturalism" (Stäudlin med flera) och så vidare. Genom inflytandet från Schellings och Hegels spekulativa filosofi övervinns väl även inom teologin vulgärrationalismens trivialiteter, men aldrig har kristendomen varit närmare att fullständigt förlora allt positivt uppenbarelseinnehåll och teologin att helt övergå i filosofi än i den av dem beroende (stundom såsom "spekulativ rationalism" betecknade) teologin (Daub, Marheineke).

### Schleiermacher och 1800-talet
Till ett nytt självständigt liv väckes emellertid ungefär samtidigt teologin genom Schleiermacher (dogmatiskt huvudarbete: "Der christliche glaube", 1821). Här först utföres metodiskt det i reformationens grundtankar liggande vetenskapliga programmet, i dogmatiken är särskilt två av hans grundtankar av epokgörande betydelse: å ena sidan betonandet av varje religions karakteristisk-positiva art, å andra sidan fastställandet av den kristna troserfarenheten såsom dogmatikens utgångspunkt. Religionen betecknar, såsom en egendomlig bestämdhet i människans innersta livsgrund eller "känslan", ett gentemot såväl moral som vetande självständigt område. Allmännare bestämt framträder den såsom känslan av absolut beroende, men denna känsla får inom varje särskild religion en i alla dess yttringar framträdande karakteristisk egenart, som i kristendomen bestämmes därav, att allt här hänföres till den genom Jesus av Nasaret fullbordade förlossningen. Från det så bestämda fromma själv medvetandet har såväl dogmatiken som etiken att utgå och bör ej eftersträva något annat än att, från olika synpunkter, beskriva detta i dess olika tillstånd och dess innehåll. 
Till Schleiermachers angivna grundtankar ansluter sig under större eller mindre modifikation alla senare teologiska riktningar, varvid dock hans inflytande korsas av inflytandet å ena sidan från de andre store tänkarna, särskilt Hegel och Kant, å andra sidan från den religiösa och kyrkliga väckelse, som ungefär samtidigt bryter igenom. Minst är hans inflytande på den hegelianiserande teologin (Biedermann, Pfleiderer). En förening av hans och Kants åskådning försöker Lipsius. Mycket stark är hans inverkan, vid sidan av den spekulativa filosofins och det kyrkliga livets, på flertalet av de teologer, som bruka sammanfattas under den ytterst svävande rubriken: "förmedlingsteologin". Dit brukar ungefärligen räknas: Rothe, Hase, J.P. Lange, J. Müller, Dorner, Martensen, Kahnis, F.A.B. Nitzsch. Martensen,  ursprungligen starkt påverkad av Hegel, närmade sig alltmer till den konfessionella riktningen. Inom denna intar den så kallade Erlangenteologin främsta rummet, representerad av von Hofmann, Thomasius, von Frank, von Oettingen, Ihmels med flera Nära dessa står Luthardt. Von Hofmann torde näst Schleiermacher vara 1800-talets mångsidigast inflytelserike teolog. 
På yttersta högra flygeln står den så kallade repristinationsteologin, som i 1600-talets ortodoxism ser lutherdomens klassiska uttryck, med Philippi, Kliefoth, Vilmar, Hengstenberg med flera som betydande representanter. Relativt avsides från de stora utvecklingslinjerna står den så kallade bibelteologiska skolan (Beck, Kübel med flera, i Sverige Myrberg med flera), som, med återgång till den württembergska pietismen (Bengel med flera), strävar att direkt ur skriften hämta fram ett gudomligt sanningssystem. De varandra närstående A.H. Cremer och Kähler (särskilt den sistnämnde av stor betydelse) hör genom sitt bibelteologiska program samman med Beck, i övrigt med den konfessionella riktningen. De författare, som på svenska framlade fullständiga framställningar av dogmatiken mot 1800-talets slut, Björling, Bring, Granfelt, Ekman, stod i huvudsak på konfessionell grund, under inverkan: de tre förstnämnda företrädesvis från Erlangenskolan och Martensen (Bring med starka spekulativa intressen), den sistnämnde från Beck. 
Representanterna för de nämnda riktningarna träder i gemensam motsats till Albrecht Ritschl (dogmatiskt huvudarbete Die christliche Lehre von der Rechtfertigung und Versöhnung, 1870-74), vars namn i viss mån betecknar en ny utgångspunkt för den teologiska grupperingen. Även han går tillbaka till Schleiermacher, men fäster sig särskilt vid dennes betonande av religionens positiva art och skärper detta till det yttersta. Mot allt tal om naturlig religion eller uppenbarelse liksom mot all mystik är han ytterligt misstänksam. En uppenbarelse är för honom i grunden given endast i Jesu Kristi historiska person, som starkt isoleras även gentemot "uppenbarelsehistorien" i övrigt. Dogmatiken har ej (mot Schleiermacher) att analysera den kristnes erfarenhet, utan att framlägga det normativa sanningsinnehållet i Jesu evangelium. I kunskapsteoretiskt avseende återgående till Kant (respesktive Lotze), ställer han sig avvisande mot all metafysik och spekulation i teologin: den religiösa kunskapen löper ut i "värdeomdömen". Bland från Ritschl utgående teologer må nämnas: Julius Kaftan, Wilhelm Herrmann, Hermann Schultz, Max Reischle, Johannes Gottschick, i Sverige Fredrik Fehr, av dessa framlade blott Kaftan - med starkt mildrande av mästarens ensidigheter - ett utfört dogmatiskt system.